# Rolando Vázquez
Rolando Vázquez es un deportista mexicano que compitió en lucha adaptada. Ganó una medalla de bronce en los Juegos Paralímpicos de Nueva York y Stoke Mandeville 1984 en la categoría de –62 kg.

## Palmarés internacional
| Juegos Paralímpicos | Juegos Paralímpicos                                          | Juegos Paralímpicos | Juegos Paralímpicos |
| Año                 | Lugar                                                        | Medalla             | Categoría           |
| ------------------- | ------------------------------------------------------------ | ------------------- | ------------------- |
| 1984                | Nueva York ( Estados Unidos) Stoke Mandeville ( Reino Unido) | Medalla de bronce   | –62 kg              |